# Leo T
Leo T – galaktyka karłowata znajdująca się w gwiazdozbiorze Lwa w odległości 1,36 miliona lat świetlnych od Ziemi. Galaktyka Leo T została odkryta w 2006 roku w ramach przeglądu Sloan Digital Sky Survey. Leo T należy do Grupy Lokalnej.
Galaktyka ta jest klasyfikowana jako obiekt przejściowy pomiędzy galaktyką sferoidalną a galaktyką nieregularną, co podkreśla litera T w jej nazwie (od ang. transitional). Leo T jest jedną z najmniejszych i najsłabszych galaktyk Grupy Lokalnej, jej jasność jest w przybliżeniu 40 000 razy większa niż jasność Słońca. Jednak masa tej galaktyki sięga 8 milionów mas Słońca, co oznacza, że stosunek masy do światła wynosi około 140. Tak wysoki stosunek masy do światła Leo T oznacza, że jest ona zdominowana przez ciemną materię.